# Nippon-Kobo

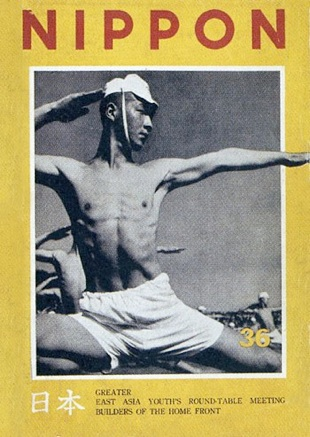
Časopis Nippon, číslo 36

Nippon-Kobo (Nihon Kóbó) je japonská fotografická agentura, kterou v roce 1933 založili Ihei Kimura, Jónosuke Natori, Hiromu Hara, Sózó Okada a Nobuo Ina.

## Historie
Tato agentura věnující se fotožurnalismu pořádala výstavy, z nichž první se konala v roce 1933. Po roce se však v organizaci objevily neshody a v květnu 1934 Kimura a Hara opustili skupinu a založili Chūō Kōbō (Ústřední dílna). Na popud Natoriho a jeho manželky německého původu Erny Mecklenburg restrukturalizoval agenturu Nippon-Kobo a založil časopis Nippon, jehož funkcí bylo poskytovat pozitivní obraz Japonska v zahraničí. Inovativní grafičtí designéři jako Ajao Jamana nebo Takaši Kóno se připojili k agentuře a pomohli dát časopisu jeho identitu. V roce 1937 se k nim připojil Júsaku Kamekura, který se stal uměleckým ředitelem časopisu. Tento velmi avantgardní propagandistický časopis využíval zejména překryvů realistických fotografií, grafických prvků a typografie. Jejími hlavními tématy byla japonská řemesla a japonské ženy. Časopis byl přejmenován na Kokusai Hodo Kogei (Technologie mezinárodního tisku) a přestěhoval se do Šanghaje, kde mohl lépe sloužit japonské vojenské propagandě. Nippon-Kobo byl rozpuštěn po válce, po zmizení japonského militarismu, který učinil jeho funkci zastaralou.

## Nippon
Magazín Nippon měl určující dopad na japonský grafický design. Byl publikován ve 36 svazcích (včetně zvláštního vydání „Nihon no Tešigoto“) v období od října 1934 do září 1944. Vycházel jako čtvrtletník pro zahraničí ve čtyřech cizích jazycích, včetně angličtiny, němčiny, francouzštiny a španělštiny. Kromě toho vyšla dvě japonská vydání a dvě japonská vydání ve stylu ročenky. Natori, který zúročil své pracovní zkušenosti v Urstein AG v Německu, sestavil grafickou koncepci listu, který vyšel jako grafický časopis. Kvalita byla extrémně vysoká, včetně typu písma, tisku, vazby a kvality papíru. Jedním z účelů bylo propagovat dokonalost japonské tiskové technologie v zámoří a společnost Kjódo Printing, která tisk prováděla, používala špičkovou technologii. Byl plánován jako první japonský „grafický časopis, který se může pyšnit v zámoří“, s důrazem na fotografii a design a plný mezinárodních článků. Americký grafický časopis LIFE byl poprvé vydán v roce 1936, a není uvedeno, že byl použit jako reference, ale šéfredaktor LIFE Kurt Korff pocházel z Ulsteinu a pracoval ve stejné době jako Jónosuke Natori. Dá se tedy říci, že kořeny tvorby grafických časopisů jsou stejné.
Právě prostřednictvím tohoto časopisu krystalizovaly příspěvky moderního grafického designu a zejména ruského konstruktivismu. Navíc mnoho jejích členů hrálo vedoucí roli v poválečné japonské grafice, zejména během olympijských her v Tokiu v roce 1964, které se vyznačovaly moderní grafikou a použitím snadno uchopitelné grafické identity.

## Členové redakce
- Ken Domon